# Файи
Файи (фр. Failly) — коммуна во Франции, департамент Мозель, регион Гранд-Эст. Входит в состав кантона Пеи-Мессен. Коммуна находится в округе Мец, образованном в 2015 году из округов Мец-города и Мец-пригород. Код INSEE коммуны — 57204. Мэр коммуны — Роланд Тетершан, мандат действует на протяжении 2014—2020 гг.

## География
Файи — пригород Меца (в 8 км от Меца), расположен в 289 километрах от Парижа. Деревни Файи и Времи были объединены в коммуну Файи в 1974 году.

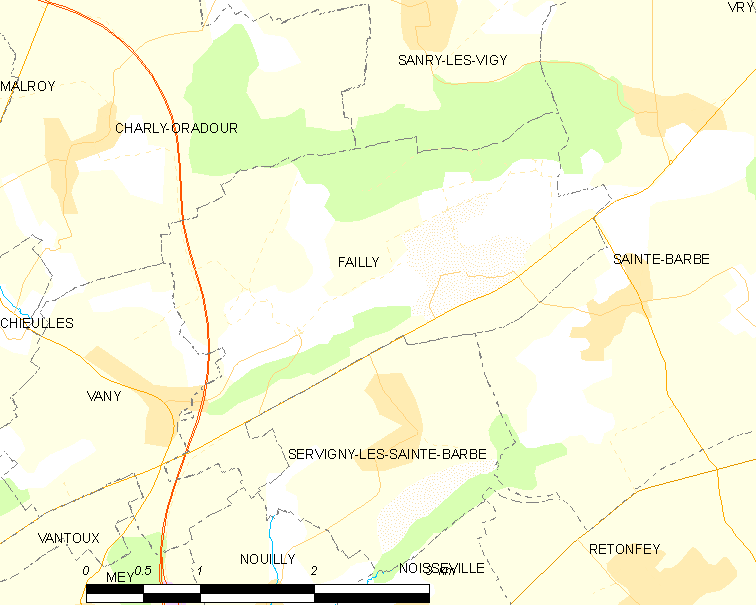
Карта коммуны.

## Население

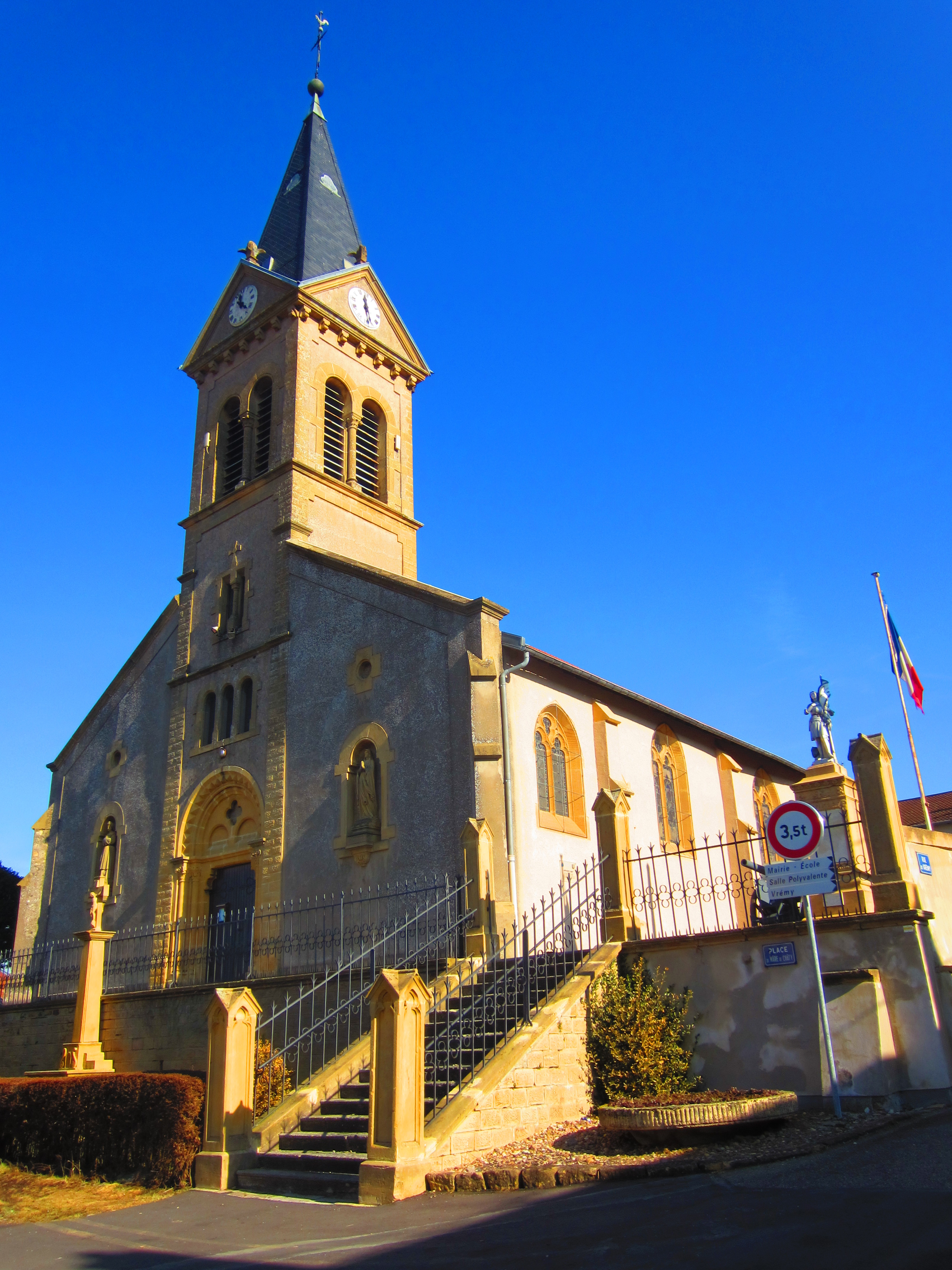
Костёл в Файи

Согласно переписи 2013 года население Файи составляло 535 человек (49,9 % мужчин и 50,1 % женщин). Население коммуны по возрастному диапазону распределилось следующим образом: 16,3 % — жители младше 14 лет, 11,3 % — между 15 и 29 годами, 16,4 % — от 30 до 44 лет, 27,7 % — от 45 до 59 лет и 27,3 % — в возрасте 60 лет и старше. Среди жителей старше 15 лет 61,6 % состояли в браке, 38,4 % — не состояли.
Среди населения старше 15 лет (406 человек) 21,2 % населения не имели образования или имели только начальное, 25,2 % — закончили полное среднее образование или среднее специальное образование, 17,4 % — окончили бакалавриат, 36,3 % — получили более высокую степень.
В 2013 году из 339 человек трудоспособного возраста (от 15 до 64 лет) 242 были экономически активными, 97 — неактивными (показатель активности 71,6 %, в 2008 году — 73,5 %). Из 242 активных трудоспособных жителей работали 224 человека (117 мужчин и 107 женщин), 18 числились безработными. Среди 97 трудоспособных неактивных граждан 32 были учениками либо студентами, 44 — пенсионерами, а ещё 21 был неактивен в силу других причин. В 2010 году средний доход в месяц на человека составлял 3174 €, в год — 38 088 €.
Динамика населения согласно INSEE:
| Население коммуны в XIX—XXI веках |
| --------------------------------- |
|                                   |

## Климат
| Показатель                | Янв. | Фев. | Март | Апр. | Май  | Июнь | Июль | Авг. | Сен. | Окт. | Нояб. | Дек. |
| ------------------------- | ---- | ---- | ---- | ---- | ---- | ---- | ---- | ---- | ---- | ---- | ----- | ---- |
| Средняя температура, °C   | 0,9  | 2,2  | 5,4  | 8,7  | 12,8 | 16,1 | 17,9 | 17,4 | 14,7 | 10,1 | 4,9   | 2,2  |
| Норма осадков, мм         | 67   | 58   | 63   | 52   | 71   | 72   | 65   | 70   | 61   | 63   | 68    | 74   |
| Источник: Погода и климат |      |      |      |      |      |      |      |      |      |      |       |      |